# Shikishima (PLH 31)
Pour les articles homonymes, voir Shikishima.
Le Shikishima (PLH 31) (しきしま) est, en 2013, le plus grand navire des garde-côtes du Japon. PLH signifiant Patrol Vessel Large with Helicopter.

## Historique
Il est à l'origine construit par l'agence de sécurité maritime (qui deviendra en 2000 les garde-côtes du Japon) pour l’escorte des navires transportant du plutonium venant de France et du Royaume-Uni pour les réacteurs nucléaires japonais, c'est à sa mise en service le plus grand navire garde-côtes au monde. Il effectue une seule escorte en 1992 de l'Akatsuki Maru (ex-Pacific Crane), un navire de 4 800 t chargé de transporter une tonne de plutonium depuis Le Havre puis il est assigné la préfecture maritime de Yokohama. Son coût est estimé en 2009 à 35 milliards de yens (272 millions d'euros en avril 2013).
Il effectue des missions de lutte contre la piraterie en Asie du Sud-Est et effectue régulièrement des croisières vers les îles Senkaku et Okinotorishima, zones litigieuses avec la Chine.

## Succession
À la suite d'une loi anti-piraterie voté en 2009, il a été décidé en 2010 la construction de deux navires basés sur sa coque. Le premier est l'Akitsushima (PLH-32) armé d'un canon de 40 mm lancé par IHI Marine United le 4 avril 2012 et qui est livré le 30 novembre 2013,, le coût total est de 32 milliards de yens (234 millions d'euros en août 2014), en 2022, un total de cinq a été construit. Leur durée de vie prévue est de 25 ans.